# Хапо-Ое
Ха́по-О́е (Ха́ппо-О́е) (фин. Haapoja, Haapaoja) — деревня в Колтушском городском поселении Всеволожского района Ленинградской области.

## Название
Наряду с официальным, широко используется устоявшееся — Хаппо-Ое.
Этимология названия достоверно неизвестна, существующие версии: от фин. happo oja — силосная канава, и от фин. haapa oja — осиновая канава.

## История
По мнению авторов краеведческой книги «Всеволожск» И. В. Венцеля и Н. Д. Солохина деревня возникла ещё до Северной войны, во времена шведского владычества и называлась Хаппо-Ое.
Сначала на месте современной деревни Хапо-Ое, на Планах генерального межевания и на картах 1792 года прапорщика Н. Соколова и академика А. М. Вильбрехта, появляется деревня Чёрная Голова.
В пояснительном тексте к этнографической карте Санкт-Петербургской губернии П. И. Кёппена 1849 года, в отличие от деревни Чёрная Голова, Хапо-Ое не значится.
Затем, в конце XIX века восточней Чёрной Головы, на развилке дорог на Малое и Большое Манушкино, появляется деревня Хапо-Ое.

ХАБОЙ (ХАПО-ОЕ) — посёлок около д. Манушкино, имение Ильиных, 25 домов, 68 м. п., 60 ж. п., всего 128 чел. (1896 год)

В конце XIX — начале XX века деревня административно относилась к Колтушской волости 2-го стана Шлиссельбургского уезда Санкт-Петербургской губернии. Население деревни было однородным — финским. Большую часть населения деревни составляли переселенцы и потомки переселенцев из Финляндии, так называемые «финляндские карелы».
Кроме написания Хапо-Ое и Хабой, существовали и другие варианты названия деревни. Так, согласно карте 1909 года в деревне Хабое было 18 дворов.
На картах 1910 и 1914 года, так же обозначено Хабое, а сама деревня вытянулась вдоль дороги между Чёрной Головой и Большим Манушкино.
Согласно церковным регистрационным книгам 1900—1920-х годов, деревня называлась Хабоя, с ударением на первый слог.

ХАПАОЯ — деревня Озерковского сельсовета Ленинской волости, 47 хозяйств, 192 души.
 
Из них: русских — 4 хозяйства, 19 душ; финнов-ингерманландцев — 8 хозяйств, 35 душ; финнов-суоми — 32 хозяйства, 136 душ; эстов — 2 хозяйства, 4 души; ижор — 1 хозяйство, 3 души; (1926 год)

По административным данным 1933 года деревня называлась Хапа-Оя и относилась к Новопустошскому финскому национальному сельсовету.
Затем, на картах 1939 года она обозначена как Хапа-Оя и Хабое.

ХАПА-ОЯ — деревня Ново-Пустошского сельсовета, 228 чел. (1939 год)

План деревни Хапо-Ое. 1939 год

В 1940 году деревня насчитывала 41 двор.
А в 1942 году снова возвращается вариант Хабое.
До 1942 года — место компактного проживания ингерманландских финнов.
В 1958 году население деревни составляло 218 человек.
Деревня Чёрная Голова просуществовала западнее и смежно до 1960-х годов, затем она была поглощена и сегодня является частью деревни Хапо-Ое — Озерковским переулком.
По данным 1966 года деревня Хапо-Ое входила в состав Колтушского сельсовета.
По данным 1973 года деревня Хапо-Ое входила в состав Новопустошского сельсовета.
По данным 1990 года деревня Хапо-Ое входила в состав Разметелевского сельсовета.
В 1997 году в деревне проживали 975 человек, в 2002 году — 1000 человек (русские — 90%), в 2007 году — 938.
С 2013 года в составе Колтушского сельского поселения.

## География
Деревня расположена в южной части района на автодороге 41К-067 (Новая Пустошь — Невская Дубровка).
Расстояние до ближайшей железнодорожной станции Манушкино — 7 км.
Деревня находится на Колтушской возвышенности, к югу от автодороги Р21 (E 105, Санкт-Петербург — Петрозаводск — Мурманск) «Кола» в урочище Кулики.
Во второй половине XIX века к югу от деревни находилась пустошь, а затем мыза Кулики, принадлежавшая дворянке Н. В. Василисиной.

## Демография
| 1896  | 1926 | 1939 | 1958 | 1997 | 2007 | 2010  |
| ----- | ---- | ---- | ---- | ---- | ---- | ----- |
| 128   | ↗192 | ↗228 | ↘218 | ↗975 | ↘938 | ↗1080 |
| 2017  |      |      |      |      |      |       |
| ↘1025 |      |      |      |      |      |       |

Национальный состав
Согласно данным Всероссийской переписи населения 2021 года в деревне проживали 885 человек, из них:
 русские — 608, украинцы — 6, белорусы — 5, армяне — 2, финны — 2, вепсы — 1, карелы — 1, мордва — 1, персы — 1, хакасы — 1, другие национальности — 7 человек, остальные национальность не указали.

## Административное подчинение
- с 1 марта 1917 года — в Озерковском сельсовете Колтушской волости Шлиссельбургского уезда.
- с 1 февраля 1923 года — в Озерковском сельсовете Ленинской волости Ленинградского уезда.
- с 1 августа 1927 года — в Озерковском сельсовете Ленинского района Ленинградского округа.
- с 1 ноября 1928 года — в Манушкинском сельсовете.
- с 1 августа 1930 года — в Манушкинском сельсовете Ленинградского Пригородного района.
- с 1 августа 1931 года — в Ново-Пустошкинском сельсовете.
- с 1 августа 1936 года — в Ново-Пустошкинском сельсовете Всеволожского района.
- с 1 июня 1954 года — в Колтушском сельсовете[23].

## Инфраструктура
В Хапо-Ое две социальные доминанты: Новопустошская сельская библиотека и единственный в окрестностях детский сад, который был открыт 19 декабря 2008 года .
Вдоль шоссе расположены деревянные дома, в северной части — семь многоквартирных кирпичных домов и один панельный.
Рядом с деревней расположено садоводческое товарищество «Хапо-Ое» площадью 8,2 га.

## Улицы
Дорожная, Колхозная, Летняя, Озерковский переулок, Полевая, Спортивный переулок, Шоссейная.

## Прочее
Прилагательное от названия деревни — хапо-оевский.